# سره‌آمبل
سره‌آمبل شهرکی در کشور کامبوج است که جزو تقسیمات اداری کوه‌کونگ محسوب می‌شود و جمعیت آن براساس سرشماری سال ۱۹۹۸ میلادی ۱۴٫۹۷۹ نفر بوده که در سال ۲۰۰۵ میلادی به ۲۱٫۷۱۰ نفر افزایش یافته‌است.